# دو وينزيانغ
دو وينزيانغ (بالصينية: 杜文翔) هو لاعب كرة قدم صيني في مركز الهجوم، ولد في 31 أكتوبر 1991 في شاندونغ في الصين. لعب مع نادي تشونغتشينغ ليانغجيانغ.

## وصلات خارجية
- دو وينزيانغ على موقع قاعدة بيانات كرة القدم.إي يو (الإنجليزية)
- دو وينزيانغ على موقع Soccerway.com (الإنجليزية)